# Marlango
Marlango és un grup de música espanyol influït per l'atmosfera musical de Tom Waits.
Els integrants del grup són l'actriu Leonor Watling (veus) i  Alejandro Pelayo (teclats).
Actualment tenen quatre discs al mercat: Marlango, publicat el 2004 i republicat el 2007 amb cançons suplementàries com Selection, Automatic_Imperfection publicat el 2005 i The Electrical Morning (2007).

## Discografia
Marlango (2004)
1. "Madness"
2. "Green on Blue"
3. "Gran sol"
4. "Nico"
5. "I Suggest"
6. "Enjoy the Ride"
7. "It's All Right"
8. "No Use"
9. "Once Upon a Time"
10. "My Love"
11. "Maybe"
12. "Frozen Angora"
13. "Every"

Automatic_Imperfection(2005)
1. "Shake the Moon"
2. "Days are Tired"
3. "Twisted & Sick"
4. "Cry"
5. "I Don't Care"
6. "Automatic_Imperfection"
7. "Beautiful Mess"
8. "Pequeño vals"
9. "Architecture of Lies"
10. "Tip_Toe"
11. "Trains"
12. "Wrong Way"

Selection (2007)
1. "Madness"
2. "Green on Blue"
3. "Gran sol"
4. "Nico"
5. "I Suggest"
6. "Enjoy the Ride"
7. "It's Allright"
8. "No Use"
9. "Once Upon a Time"
10. "My Love"
11. "Maybe"
12. "Frozen Angora"
13. "Every"
14. "Enjoy the Ride (demo)"
15. "It's Allright > (Classic House remix by Jean)"
16. "It's Allright > (Pepo Lanzoni remix)"
17. "It's Allright > (Remix by Jean)"
18. "It's Allright > (Velvet Underground version)"
19. "My Love 05"
20. "Vete"
21. "Semilla negra

The Electrical Morning (2007)
1. "Shout"
2. "Silence (In This Area)"
3. "Walkin' in Soho"
4. "Mind the Gap"
5. "Hold Me Tight"
6. "Never Trust Me"
7. "I Do"
8. "Sink Down to Me"
9. "Who Is Me?"
10. "Every Now Is Past"
11. "Not Without You"
12. "Dance! Dance! Dance!"
13. "Shiny Fish"